# Onayena
Onayena ist eine Siedlung und Kreissitz des gleichnamigen Wahlkreises in der Region Oshikoto im Norden Namibias. Sie liegt 80 Kilometer nördlich des Etosha-Nationalparks auf 1079 m. 2001 wurde Onayena als Township anerkannt und ist seit Mitte der 2010er Jahre eine Siedlung.
Erste Grundstücke wurden 2019 an das öffentliche Stromnetz angeschlossen.
Die Mehrheit der Bevölkerung gehört zu den Ovambo und bildet eine kulturelle und wirtschaftliche Einheit mit den nahegelegenen Orten Olukonda, Sitz der Könige der Ondonga, sowie Oniipa, Sitz der Evangelisch-Lutherischen Kirche in Namibia.

## Söhne und Töchter des Ortes
- Nickey Iyambo (1936–2019), Politiker und Vizepräsident Namibias
- The Dogg (* 1983), namibischer Kwaito-Musiker